# Социальное конструирование технологии
Социальное конструирование технологии  (англ. Social construction of technology, SCOT)— теория, относящаяся к антропологии технологий. Сторонники SCOT, социальные конструктивисты, утверждают, что технология не определяет действия человека, а, скорее, действия человека формируют технологии. Они также утверждают, что способы использования технологии не могут быть поняты без понимания того, как эта технология встроена в социальный контекст. SCOT является ответом на технологический детерминизм, также известный как технологический конструктивизм.
SCOT опирается на работу, проделанную конструктивистской школой социологии научного знания, а его подтемы включают акторно-сетевую теорию (направление социологии науки и технологий) и исторический анализ социотехнических систем, таких как, например, работы историка Томаса П. Хьюза. Его эмпирические методы являются адаптацией Эмпирической программы релятивизма (EPOR), в которой излагается метод анализа, демонстрирующий способы социального конструирования научных результатов (см. Сильную программу). К ведущим приверженцам SCOT относятся Вибе Бейкер и Тревор Пинч.
Согласно SCOT, те, кто стремится понять причины принятия или неприятия той или иной технологии, должны обратиться к социальному миру. Также недостаточно просто объяснить успех технологии тем, что она "лучшая" - исследователи должны обратить внимание на то, как определяются критерии "лучшей" технологии и какие группы и заинтересованные стороны участвуют в их определении. В частности, они должны спросить, кто определяет технические критерии, по которым измеряется успех, почему технические критерии определяются именно таким образом, и кто включен или исключен. Пинч и Бейкер утверждают, что технологический детерминизм - это миф, который возникает, когда человек смотрит назад и считает, что путь, пройденный до настоящего времени, был единственно возможным.
SCOT - это не только теория, но и методология: она формализует шаги и принципы, которым нужно следовать, когда хочешь проанализировать причины технологических неудач или успехов.

## Наследие Сильной Программы в социологии науки
В момент своего зарождения подход SCOT был частично мотивирован идеями сильной программы в социологии науки (Блур, 1973). В своей основополагающей статье Пинч и Бийкер называют принцип симметрии самым влиятельным постулатом социологии науки, который  следует применять и в историко-социологических исследованиях технологии. Он тесно связан с теорией социальной причинности Блура.

### Принцип симметрии
Принцип симметрии гласит, что при объяснении происхождения научных убеждений, то есть при оценке успеха и неудачи моделей, теорий или экспериментов, историк/социолог должен использовать тот же тип объяснения в случаях успеха, что и в случаях неудачи. При изучении убеждений исследователи должны быть беспристрастны к (апостериорно приписываемой) истинности или ложности этих убеждений, и объяснения должны быть непредвзятыми. Сильная программа занимает позицию релятивизма или нейтрализма в отношении аргументов, которые социальные субъекты выдвигают для принятия/отвержения технологии. Все аргументы (социальные, культурные, политические, экономические, а также технические) должны рассматриваться одинаково. -->
Принцип симметрии решает проблему того, что историк склонен объяснять успех успешных теорий, ссылаясь на их "объективную истину" или присущее им "техническое превосходство", тогда как социологические объяснения (со ссылкой на политическое влияние или экономические причины) он скорее всего выдвинет только в случае неудач. Например, пережив очевидный успех велосипеда с цепным приводом в течение десятилетий, очень соблазнительно приписать его успех его "передовой технологии" по сравнению с "примитивностью" пенни-фартинг, но если мы внимательно и симметрично рассмотрим их историю (как это делают Пинч и Бейкер), то увидим, что вначале велосипеды ценились по совсем другим стандартам, чем сейчас. Первые пользователи (преимущественно молодые обеспеченные джентльмены) ценили скорость, острые ощущения и зрелищность пенни-фартинг – в отличие от безопасности и стабильности безопасного велосипеда с цепным приводом. Многие другие социальные факторы (например, современное состояние урбанизма и транспорта, привычки женщин в одежде и феминизм) повлияли и изменили относительную оценку моделей велосипедов.
Слабое прочтение принципа симметрии курсив или нет указывает на то, что часто существует множество конкурирующих теорий или технологий, которые все потенциально могут обеспечить немного разные решения схожих проблем. В этих случаях социологические факторы перевешивают баланс между ними, поэтому мы должны уделять им равное внимание.
Сильное, социально-конструктивистское прочтение добавило бы, что даже возникновение вопросов или проблем, которые необходимо решить, регулируется социальными детерминантами, поэтому принцип симметрии применим даже к, казалось бы, чисто техническим вопросам.

## Основные концепты
Эмпирическая программа релятивизма (EPOR) представила теорию SCOT в два этапа.

### Первый этап: Гибкость интерпретации
Первый этап методологии исследования SCOT заключается в реконструкции альтернативных интерпретаций технологии, анализе проблем и конфликтов, которые порождают эти интерпретации, и их связи с особенностями дизайна технологических артефактов. Отношения между группами, проблемами и дизайном могут быть визуализированы в виде диаграмм.
Интерпретативная гибкость означает, что каждый технологический артефакт имеет различные значения и интерпретации для различных групп. Бейкер и Пинч показывают, что воздушная шина air tire велосипеда означала более удобный вид транспорта для одних людей, в то время как для других она означала технические неудобства, проблемы с тягой traction problems и уродливую эстетику. В гонках воздушные шины способствовали увеличению скорости.
Эти альтернативные интерпретации порождают различные проблемы, требующие решения. Как следует расставлять приоритеты между эстетикой, удобством и скоростью? Каков "наилучший" компромисс между тягой и скоростью?

### Соответствующие социальные группы
Самыми основными релевантными группами являются пользователи и производители технологического артефакта, но чаще всего можно выделить множество подгрупп - пользователи с различным социально-экономическим статусом, конкурирующие производители и т.д. Иногда существуют релевантные группы, которые не являются ни пользователями, ни производителями технологии, например, журналисты, политики и гражданские организации. Тревор Пинч утверждает, что продавцы технологий также должны быть включены в исследование технологий. Группы можно выделить на основе их общих или различных интерпретаций рассматриваемой технологии.

### Гибкость дизайна
Так же как технологии имеют разное значение для разных социальных групп, всегда существует множество способов конструирования технологий. Конкретная конструкция - это лишь одна точка в большом поле технических возможностей, отражающая интерпретации определенных релевантных групп.

### Проблемы и конфликты
Различные интерпретации часто приводят к конфликтам между критериями, которые трудно разрешить путем применения технологий (например, в случае с велосипедом одной из таких проблем было то, как женщина может ездить на велосипеде в юбке, соблюдая при этом стандарты приличия), или конфликты между соответствующими группами ("Анти-велосипедисты" лоббировали запрет велосипедов). Разные группы в разных обществах создают разные проблемы, приводящие к разным проектам.

### Второй Этап: Закрытие
Второй этап методологии SCOT заключается в том, чтобы показать, как достигается закрытие.
Со временем, по мере развития технологий, интерпретационная и проектная гибкость разрушается благодаря механизмам закрытия. Два примера механизмов закрытия:
1.  Риторическое закрытие: когда социальные группы видят, что проблема решена, потребность в альтернативных вариантах уменьшается. Это часто является результатом рекламы.
2.  Переопределение проблемы: дизайн, стоящий в центре конфликта, может быть стабилизирован путем использования его для решения другой, новой проблемы, которая в итоге решается именно этим дизайном. Например, эстетические и технические проблемы шины уменьшились, когда технология продвинулась до такой степени, что велосипеды с шинами начали побеждать в велосипедных гонках. Покрышки по-прежнему считались громоздкими и уродливыми, но они обеспечивали решение "проблемы скорости", и это отменяло прежние опасения.
Закрытие не является постоянным. Новые социальные группы могут сформироваться и вновь привнести гибкость интерпретации, вызвав новый виток дебатов или конфликта вокруг технологии. (Например, в 1890-х годах автомобили рассматривались как "зеленая" альтернатива, более экологически чистая технология, по сравнению с конным транспортом; к 1960-м годам новые социальные группы представили новые интерпретации экологических последствий автомобиля, что привело к противоположному выводу).

## Расширение SCOT
Многие другие историки и социологи технологии расширили первоначальную теорию SCOT.

### Технологический фрейм
Ванда Орликовски и Дебра Гэш в 1994 ввели концепт технологического фрейма, который они определили как подмножество фреймов участников, используемых для предположений, ожиданий и знаний для понимания роли технологий в определенных контекстах. Орловски и Гэш использовали технологического фрейма в качестве теоретического подхода для изучения информационных систем, предполагая, что социально-когнитивные особенности влияют на дизайн технических артефактов.

### Связь содержания технологического артефакта с более широкой социально-политической средой
Это часто считается третьим этапом первоначальной теории.
Например, Пол Н. Эдвардс в своей книге "Закрытый мир: Компьютеры и политика дискурса в Америке времен холодной войны" продемонстрировал тесные связи между политическим дискурсом времен Холодной войны и компьютерными разработками этой эпохи.

## Критика
В 1993 году Лэнгдон Виннер опубликовал критику SCOT под названием "Социальный конструктивизм: открывая черный ящик и находя его пустым." В ней он утверждает, что социальный конструктивизм является слишком узкой исследовательской программой. Он выделяет следующие конкретные ограничения социального конструктивизма:
1. Он объясняет, как возникают технологии, но игнорирует последствия технологий после их появления. В результате получается социология, которая ничего не говорит о том, какое значение имеют эти технологии в более широком контексте.
2. Он рассматривает социальные группы и интересы, которые вносят свой вклад в создание технологий, но игнорирует тех, кто не имеет права голоса в этом процессе, но при этом подвержен его влиянию. Аналогичным образом, при документировании технологических случайностей и выбора, не учитываются те варианты, которые так и не попали на стол переговоров. По мнению Виннера, это приводит к консервативной и элитарной социологии.
3. Он поверхностен, поскольку фокусируется на том, как непосредственные потребности, интересы, проблемы и решения выбранных социальных групп влияют на технологический выбор, но игнорирует любые возможные более глубокие культурные, интеллектуальные или экономические истоки социального выбора в отношении технологии.
4. Он активно избегает принятия какой-либо моральной позиции или вынесения суждения об относительных достоинствах альтернативных интерпретаций технологии. Это безразличие делает ее бесполезной в решении важных дебатов о месте технологии в человеческих делах.

Среди других критиков - Стюарт Рассел с его письмом в журнале Social Studies of Science под названием "Социальное конструирование артефактов: Ответ на Пинча и Бейкера".